# Veillonella parvula
Veillonella parvula è una specie di batterio appartenente alla famiglia delle Acidaminococcaceae.